# Magyarország az 1996. évi nyári olimpiai játékokon
Magyarország az egyesült államokbeli Atlantában megrendezett 1996. évi nyári olimpiai játékok egyik részt vevő nemzete volt. Az országot az olimpián 24 sportágban 212 sportoló képviselte, akik összesen 21 érmet szereztek.

## Érmesek
| Érem  | Versenyző | Sportág    | Versenyszám               | Dátum        |
| ----- | --- | ---------- | ------------------------- | ------------ |
| Arany | Kiss Balázs | Atlétika   | Férfi kalapácsvetés       | július 28.   |
| Arany | Horváth Csaba Kolonics György | Kajak-kenu | Férfi kenu kettes 500 m   | augusztus 4. |
| Arany | Kőbán Rita | Kajak-kenu | Női kajak egyes 500 m     | augusztus 4. |
| Arany | Kovács István | Ökölvívás  | Harmatsúly                | augusztus 3. |
| Arany | Rózsa Norbert | Úszás      | Férfi 200 m mell          | július 24.   |
| Arany | Czene Attila | Úszás      | Férfi 200 m vegyes        | július 25.   |
| Arany | Egerszegi Krisztina | Úszás      | Női 200 m hát             | július 25.   |
| Ezüst | Adrovicz Attila Csipes Ferenc Horváth Gábor Rajna András | Kajak-kenu | Férfi kajak négyes 1000 m | augusztus 3. |
| Ezüst | Csollány Szilveszter | Torna      | Férfi gyűrű               | július 28.   |
| Ezüst | Güttler Károly | Úszás      | Férfi 200 m mell          | július 24.   |
| Ezüst | Szabó Bence Köves Csaba Navarrete József | Vívás      | Férfi kard, csapat        | július 24.   |
| Bronz | Pulai Imre | Kajak-kenu | Férfi kenu egyes 500 m    | augusztus 4. |
| Bronz | Zala György | Kajak-kenu | Férfi kenu egyes 1000 m   | augusztus 3. |
| Bronz | Horváth Csaba Kolonics György | Kajak-kenu | Férfi kenu kettes 1000 m  | augusztus 3. |
| Bronz | Nemzeti válogatott Erdős Éva Farkas Andrea Hoffmann Beáta Kántor Anikó Kocsis Erzsébet Kökény Beatrix Mátéfi Eszter Mátyás Auguszta Meksz Anikó Nagy Anikó Németh Helga Pádár Ildikó Siti Beáta Szilágyi Katalin Szántó Anna Tóth Beatrix | Kézilabda  | Női                       | augusztus 3. |
| Bronz | Martinek János | Öttusa     | Férfi egyéni              | július 30.   |
| Bronz | Feri Attila | Súlyemelés | 70 kg                     | július 23.   |
| Bronz | Kovács Ágnes | Úszás      | Női 200 m mell            | július 23.   |
| Bronz | Egerszegi Krisztina | Úszás      | Női 400 m vegyes          | július 20.   |
| Bronz | Imre Géza | Vívás      | Férfi párbajtőr, egyéni   | július 20.   |
| Bronz | Szalay Gyöngyi | Vívás      | Női párbajtőr, egyéni     | július 21.   |

| Sport         | 1. helyezett, aranyérmes | 2. helyezett, ezüstérmes | 3. helyezett, bronzérmes | Összesen |
| Asztalitenisz | 0                        | 0                        | 0                        | 0        |
| Atlétika      | 1                        | 0                        | 0                        | 1        |
| Birkózás      | 0                        | 0                        | 0                        | 0        |
| Cselgáncs     | 0                        | 0                        | 0                        | 0        |
| Evezés        | 0                        | 0                        | 0                        | 0        |
| Íjászat       | 0                        | 0                        | 0                        | 0        |
| Kajak-kenu    | 2                        | 1                        | 3                        | 6        |
| Kerékpározás  | 0                        | 0                        | 0                        | 0        |
| Kézilabda     | 0                        | 0                        | 1                        | 1        |
| Labdarúgás    | 0                        | 0                        | 0                        | 0        |
| Lovaglás      | 0                        | 0                        | 0                        | 0        |
| Műugrás       | 0                        | 0                        | 0                        | 0        |
| Ökölvívás     | 1                        | 0                        | 0                        | 1        |
| Öttusa        | 0                        | 0                        | 1                        | 1        |
| Sportlövészet | 0                        | 0                        | 0                        | 0        |
| Súlyemelés    | 0                        | 0                        | 1                        | 1        |
| Tenisz        | 0                        | 0                        | 0                        | 0        |
| Tollaslabda   | 0                        | 0                        | 0                        | 0        |
| Torna         | 0                        | 1                        | 0                        | 1        |
| Úszás         | 3                        | 1                        | 2                        | 6        |
| Vitorlázás    | 0                        | 0                        | 0                        | 0        |
| Vívás         | 0                        | 1                        | 2                        | 3        |
| Vízilabda     | 0                        | 0                        | 0                        | 0        |
| Összesen      | 7                        | 4                        | 10                       | 21       |

| Naponként | Naponként    | Naponként                | Naponként                | Naponként                | Naponként | Naponként |
| --------- | ------------ | ------------------------ | ------------------------ | ------------------------ | --------- | --------- |
| Nap       | Dátum        | 1. helyezett, aranyérmes | 2. helyezett, ezüstérmes | 3. helyezett, bronzérmes | Összesen  |           |
| 1. nap    | július 19.   | —                        | —                        | —                        | —         |           |
| 2. nap    | július 20.   | 0                        | 0                        | 2                        | 2         |           |
| 3. nap    | július 21.   | 0                        | 0                        | 1                        | 1         |           |
| 4. nap    | július 22.   | 0                        | 0                        | 0                        | 0         |           |
| 5. nap    | július 23.   | 0                        | 0                        | 2                        | 2         |           |
| 6. nap    | július 24.   | 1                        | 2                        | 0                        | 3         |           |
| 7. nap    | július 25.   | 2                        | 0                        | 0                        | 2         |           |
| 8. nap    | július 26.   | 0                        | 0                        | 0                        | 0         |           |
| 9. nap    | július 27.   | 0                        | 0                        | 0                        | 0         |           |
| 10. nap   | július 28.   | 1                        | 1                        | 0                        | 2         |           |
| 11. nap   | július 29.   | 0                        | 0                        | 0                        | 0         |           |
| 12. nap   | július 30.   | 0                        | 0                        | 1                        | 1         |           |
| 13. nap   | július 31.   | 0                        | 0                        | 0                        | 0         |           |
| 14. nap   | augusztus 1. | 0                        | 0                        | 0                        | 0         |           |
| 15. nap   | augusztus 2. | 0                        | 0                        | 0                        | 0         |           |
| 16. nap   | augusztus 3. | 1                        | 1                        | 3                        | 5         |           |
| 17. nap   | augusztus 4. | 2                        | 0                        | 1                        | 3         |           |
| Összesen  |              | 7                        | 4                        | 10                       | 21        |           |

## További magyar pontszerzők

### 4. helyezettek
| Név | Sportág       | Versenyszám             |
| --- | ------------- | ----------------------- |
| Kőbán Rita Mednyánszki Szilvia | Kajak-kenu    | Női kajak kettes 500 m  |
| Sike József | Sportlövészet | Férfi futócéllövészet   |
| Güttler Károly | Úszás         | Férfi 100 m mell        |
| Kovács Iván | Vívás         | Férfi párbajtőr, egyéni |
| Navarrete József | Vívás         | Férfi kard, egyéni      |
| Jánosi Zsuzsa Lantos Gabriella Mohamed Aida | Vívás         | Női tőr, csapat         |
| Hormay Adrienn Nagy Tímea Szalay Gyöngyi | Vívás         | Női párbajtőr, csapat   |
| Nemzeti válogatott Benedek Tibor Dala Tamás Fodor Rajmund Gyöngyösi András Kásás Tamás Kósz Zoltán Kuna Péter Monostori Attila Németh Zsolt Tóth Frank Tóth László Varga Zsolt Vincze Balázs | Vízilabda     | Férfi                   |

### 5. helyezettek
| Név                                | Sportág    | Versenyszám           |
| ---------------------------------- | ---------- | --------------------- |
| Csák József                        | Cselgáncs  | Férfi harmatsúly      |
| Kovács Antal                       | Cselgáncs  | Férfi félnehézsúly    |
| Popa Adrián                        | Súlyemelés | Férfi 64 kg           |
| Érsek Zsolt Kiss Róbert Marsi Márk | Vívás      | Férfi tőr, csapat     |
| Nagy Tímea                         | Vívás      | Női párbajtőr, egyéni |

### 6. helyezettek
| Név                                                                  | Sportág    | Versenyszám                  |
| -------------------------------------------------------------------- | ---------- | ---------------------------- |
| Ináncsi Rita                                                         | Atlétika   | Női hétpróba                 |
| Berzicza Tamás                                                       | Birkózás   | Férfi kötöttfogás, 74 kg     |
| Bártfai Krisztián Gyulay Zsolt                                       | Kajak-kenu | Férfi kajak kettes 500 m     |
| Nagy János                                                           | Ökölvívás  | Pehelysúly                   |
| Hanzély Ákos                                                         | Öttusa     | Férfi egyéni                 |
| Czene Attila Deutsch Tamás Güttler Károly Horváth Péter Zubor Attila | Úszás      | Férfi 4 × 100 m vegyes váltó |
| Imre Géza Kovács Iván Kulcsár Krisztián                              | Vívás      | Férfi párbajtőr, csapat      |
| Hormay Adrienn                                                       | Vívás      | Női párbajtőr, egyéni        |

## Eredményesség sportáganként
A magyar csapat tizenhárom sportágban összesen 151 olimpiai pontot szerzett. Az egyes sportágak eredményessége, illetve az induló versenyzők száma a következő:
(kiemelve az egyes számoszlopok legmagasabb értéke, vagy értékei)
| Sportág, szakág | Helyezések száma | Helyezések száma | Helyezések száma | Helyezések száma | Helyezések száma | Helyezések száma | Olimpiai pont | Indulók száma | Indulók száma | Indulók száma |
| Sportág, szakág |                  |                  |                  | 4.               | 5.               | 6.               | Olimpiai pont | Férfi         | Nő            | Össz.         |
| Asztalitenisz   | 0                | 0                | 0                | 0                | 0                | 0                | 0             | 2             | 2             | 4             |
| Atlétika        | 1                | 0                | 0                | 0                | 0                | 1                | 8             | 16            | 6             | 22            |
| Birkózás        | 0                | 0                | 0                | 0                | 0                | 1                | 1             | 11            | 0             | 11            |
| Cselgáncs       | 0                | 0                | 0                | 0                | 2                | 0                | 4             | 5             | 2             | 7             |
| Evezés          | 0                | 0                | 0                | 0                | 0                | 0                | 0             | 3             | 0             | 3             |
| Íjászat         | 0                | 0                | 0                | 0                | 0                | 0                | 0             | 0             | 2             | 2             |
| Kajak-kenu      | 2                | 1                | 3                | 1                | 0                | 1                | 35            | 14            | 5             | 19            |
| Kerékpározás    | 0                | 0                | 0                | 0                | 0                | 0                | 0             | 1             | 0             | 1             |
| Kézilabda       | 0                | 0                | 1                | 0                | 0                | 0                | 4             | 0             | 16            | 16            |
| Labdarúgás      | 0                | 0                | 0                | 0                | 0                | 0                | 0             | 17            | 0             | 17            |
| Lovaglás        | 0                | 0                | 0                | 0                | 0                | 0                | 0             | 4             | 1             | 5             |
| Ökölvívás       | 1                | 0                | 0                | 0                | 0                | 1                | 8             | 5             | 0             | 5             |
| Öttusa          | 0                | 0                | 1                | 0                | 0                | 1                | 5             | 3             | 0             | 3             |
| Sportlövészet   | 0                | 0                | 0                | 1                | 0                | 0                | 3             | 8             | 2             | 10            |
| Súlyemelés      | 0                | 0                | 1                | 0                | 1                | 0                | 6             | 7             | 0             | 7             |
| Tenisz          | 0                | 0                | 0                | 0                | 0                | 0                | 0             | 3             | 2             | 5             |
| Tollaslabda     | 0                | 0                | 0                | 0                | 0                | 0                | 0             | 0             | 1             | 1             |
| Torna–rsg       | 0                | 1                | 0                | 0                | 0                | 0                | 5             | 3             | 9             | 12            |
| Úszás–műugrás   | 3                | 1                | 2                | 1                | 0                | 1                | 38            | 13            | 10            | 23            |
| Vitorlázás      | 0                | 0                | 0                | 0                | 0                | 0                | 0             | 10            | 2             | 12            |
| Vívás           | 0                | 1                | 2                | 4                | 2                | 2                | 31            | 10            | 6             | 16            |
| Vízilabda       | 0                | 0                | 0                | 1                | 0                | 0                | 3             | 13            | 0             | 13            |
| Összesen        | 7                | 4                | 10               | 8                | 5                | 8                | 151           | 148           | 66            | 214           |

## Asztalitenisz
Férfi
| Versenyző      | Versenyszám | Csoportkör                                                                                          | Csoportkör | Nyolcaddöntő      | Negyeddöntő       | Elődöntő          | Döntő             | Helyezés |
| Versenyző      | Versenyszám | Ellenfél Eredmény                                                                                   | Hely.      | Ellenfél Eredmény | Ellenfél Eredmény | Ellenfél Eredmény | Ellenfél Eredmény | Helyezés |
| -------------- | ----------- | --------------------------------------------------------------------------------------------------- | ---------- | ----------------- | ----------------- | ----------------- | ----------------- | -------- |
| Németh Károly  | Egyes       | I csoport · Yi Ding (AUT) · 2:1 · Paul Langley (AUS) · 2:0 · Kim Thekszu (Kim Taek-su) (KOR) · 0:2  | 2.         | kiesett           | kiesett           | kiesett           | kiesett           | 17.      |
| Bátorfi Zoltán | Egyes       | J csoport · Werner Schlager (AUT) · 0:2 · Zoran Primorac (CRO) · 1:2 · Hamad el-Hammádi (QAT) · 2:0 | 3.         | kiesett           | kiesett           | kiesett           | kiesett           | 33.      |

Női
| Versenyző                     | Versenyszám | Csoportkör | Csoportkör | Nyolcaddöntő                                  | Negyeddöntő       | Elődöntő          | Döntő             | Helyezés |
| Versenyző                     | Versenyszám | Ellenfél Eredmény | Hely.      | Ellenfél Eredmény                             | Ellenfél Eredmény | Ellenfél Eredmény | Ellenfél Eredmény | Helyezés |
| ----------------------------- | ----------- | --- | ---------- | --------------------------------------------- | ----------------- | ----------------- | ----------------- | -------- |
| Bátorfi Csilla                | Egyes       | M csoport · Rossy Pratiwi Dipoyanti (INA) · 2:0 · Shirley Zhou (AUS) · 2:0 · Flyura Abbate-Bulatova (ITA) · 2:0                                                     | 1.         | Csen Csing (TPE) · 13–21, 14–21, 21–15, 14–21 | kiesett           | kiesett           | kiesett           | 9.       |
| Tóth Krisztina                | Egyes       | O csoport · Lily Hugh-Yip (USA) · 0:2 · Chan Tan Lui (HKG) · 1:2 · Monica Doti (BRA) · 2:0                                                                          | 3.         | kiesett                                       | kiesett           | kiesett           | kiesett           | 33.      |
| Bátorfi Csilla Tóth Krisztina | Páros       | E csoport · Észak-Korea (PRK) · Kim Hjangmi · Szon Mi · 2:0 · Ausztrália (AUS) · Shirley Zhou · Stella Zhou · 2:0 · Tajvan (TPE) · Chen Chiu-Tan · Csen Csing · 0:2 | 2.         |                                               | kiesett           | kiesett           | kiesett           | 9.       |

## Atlétika
Férfi
| Versenyző       | Versenyszám     | Előfutam | Előfutam | Előfutam | Negyeddöntő | Negyeddöntő | Negyeddöntő | Elődöntő | Elődöntő | Elődöntő | Döntő    | Döntő    |
| Versenyző       | Versenyszám     | Idő      | Hely.    | Össz.    | Idő         | Hely.       | Össz.       | Idő      | Hely.    | Össz.    | Idő      | Helyezés |
| --------------- | --------------- | -------- | -------- | -------- | ----------- | ----------- | ----------- | -------- | -------- | -------- | -------- | -------- |
| Korányi Balázs  | 800 m           | 1:46,63  | 4.       | 17.      |             |             |             | 1:50,30  | 7.       | 22.      | kiesett  | kiesett  |
| Tölgyesi Balázs | 1500 m          | 3:36,71  | 3.       | 5.       |             |             |             | 3:35,57  | 10.      | 12.      | kiesett  | kiesett  |
| Káldy Zoltán    | 10 000 m        | 28:13,49 | 9.       | 9.       |             |             |             |          |          |          | 28:45,48 | 16.      |
| Csillag Levente | 110 m gát       | 13,64    | 4.       | 17.*     | 13,61       | 5.          | 20.         | kiesett  | kiesett  | kiesett  | kiesett  | kiesett  |
| Kovács Dusán    | 400 m gát       | 49,23    | 2.       | 18.      |             |             |             | 48,57    | 5.       | 11.      | kiesett  | kiesett  |
| Urbanik Sándor  | 20 km gyaloglás |          |          |          |             |             |             |          |          |          | 1:22:18  | 13.      |

| Versenyző      | Versenyszám   | Selejtező             | Selejtező             | Döntő    | Döntő    |
| Versenyző      | Versenyszám   | Eredmény              | Helyezés              | Eredmény | Helyezés |
| -------------- | ------------- | --------------------- | --------------------- | -------- | -------- |
| Uzsoki János   | Távolugrás    | 782 cm                | 22.*                  | kiesett  | kiesett  |
| Czingler Zsolt | Hármasugrás   | 16,35 m               | 24.                   | kiesett  | kiesett  |
| Ordina Tibor   | Hármasugrás   | 16,04 m               | 33.                   | kiesett  | kiesett  |
| Kóczián Jenő   | Súlylökés     | érvényes ugrás nélkül | érvényes ugrás nélkül | kiesett  | kiesett  |
| Horváth Attila | Diszkoszvetés | 62,90 m               | 6.                    | 62,28 m  | 10.      |
| Kiss Balázs    | Kalapácsvetés | 78,34 m               | 3.                    | 81,24 m  |          |
| Németh Zsolt   | Kalapácsvetés | 73,68 m               | 22.                   | kiesett  | kiesett  |
| Annus Adrián   | Kalapácsvetés | 72,58 m               | 28.                   | kiesett  | kiesett  |

| Versenyző     | Versenyszám | 100 m | 100 m | Távolugrás            | Távolugrás            | Súlylökés        | Súlylökés        | Magasugrás       | Magasugrás       | 400 m            | 400 m            | 110 m gát        | 110 m gát        | Diszkoszvetés    | Diszkoszvetés    | Rúdugrás         | Rúdugrás         | Gerelyhajítás    | Gerelyhajítás    | 1500 m           | 1500 m           | Végeredmény   | Végeredmény   |
| Versenyző     | Versenyszám | Idő   | Pont  | Eredmény              | Pont                  | Eredmény         | Pont             | Eredmény         | Pont             | Idő              | Pont             | Idő              | Pont             | Eredmény         | Pont             | Eredmény         | Pont             | Eredmény         | Pont             | Idő              | Pont             | Pont          | Helyezés      |
| ------------- | ----------- | ----- | ----- | --------------------- | --------------------- | ---------------- | ---------------- | ---------------- | ---------------- | ---------------- | ---------------- | ---------------- | ---------------- | ---------------- | ---------------- | ---------------- | ---------------- | ---------------- | ---------------- | ---------------- | ---------------- | ------------- | ------------- |
| Kürtösi Zsolt | Tízpróba    | 11,09 | 841   | 705 cm                | 826                   | 14,29 m          | 746              | 201 cm           | 813              | 50,43            | 795              | 14,64            | 894              | 43,22 m          | 730              | 460 cm           | 790              | 54,80 m          | 660              | 4:43,21          | 660              | 7755          | 27.           |
| Szabó Dezső   | Tízpróba    | 10,94 | 874   | érvényes ugrás nélkül | érvényes ugrás nélkül | nem állt rajthoz | nem állt rajthoz | nem állt rajthoz | nem állt rajthoz | nem állt rajthoz | nem állt rajthoz | nem állt rajthoz | nem állt rajthoz | nem állt rajthoz | nem állt rajthoz | nem állt rajthoz | nem állt rajthoz | nem állt rajthoz | nem állt rajthoz | nem állt rajthoz | nem állt rajthoz | nem ért célba | nem ért célba |

Női
| Versenyző             | Versenyszám     | Eredmény | Helyezés |
| --------------------- | --------------- | -------- | -------- |
| Földingné Nagy Judit  | Maraton         | 2:38:43  | 36.      |
| Urbanikné Rosza Mária | 10 km gyaloglás | 43:32    | 9.       |
| Szebenszky Anikó      | 10 km gyaloglás | 45:57    | 27.      |

| Versenyző    | Versenyszám | Selejtező             | Selejtező             | Döntő    | Döntő    |
| Versenyző    | Versenyszám | Eredmény              | Helyezés              | Eredmény | Helyezés |
| ------------ | ----------- | --------------------- | --------------------- | -------- | -------- |
| Vaszi Tünde  | Távolugrás  | 673 cm                | 4.                    | 660 cm   | 8.       |
| Ináncsi Rita | Távolugrás  | 602 cm                | 30.                   | kiesett  | kiesett  |
| Bálint Zita  | Hármasugrás | érvényes ugrás nélkül | érvényes ugrás nélkül | kiesett  | kiesett  |

| Versenyző    | Versenyszám | 100 m gát | 100 m gát | Magasugrás | Magasugrás | Súlylökés | Súlylökés | 200 m | 200 m | Távolugrás | Távolugrás | Gerelyhajítás | Gerelyhajítás | 800 m   | 800 m | Végeredmény | Végeredmény |
| Versenyző    | Versenyszám | Idő       | Pont      | Eredmény   | Pont       | Eredmény  | Pont      | Idő   | Pont  | Eredmény   | Pont       | Eredmény      | Pont          | Idő     | Pont  | Pont        | Helyezés    |
| ------------ | ----------- | --------- | --------- | ---------- | ---------- | --------- | --------- | ----- | ----- | ---------- | ---------- | ------------- | ------------- | ------- | ----- | ----------- | ----------- |
| Ináncsi Rita | Hétpróba    | 13,95     | 985       | 183 cm     | 1016       | 14,69 m   | 840       | 24,92 | 894   | 632 cm     | 949        | 46,46 m       | 792           | 2:17,37 | 860   | 6336        | 6.          |

* - egy másik versenyzővel azonos eredményt ért el

## Birkózás
Kötöttfogású
| Versenyző       | Versenyszám | 32-es főtábla               | Nyolcaddöntő               | Negyeddöntő                 | Elődöntő          | Vigaszág 2. kör            | Vigaszág 3. kör             | Vigaszág 4. kör              | Vigaszág 5. kör   | Vigaszág 6. kör   | Bronz- mérkőzés                                          | Döntő             | Helyezés |
| Versenyző       | Versenyszám | Ellenfél Eredmény           | Ellenfél Eredmény          | Ellenfél Eredmény           | Ellenfél Eredmény | Ellenfél Eredmény          | Ellenfél Eredmény           | Ellenfél Eredmény            | Ellenfél Eredmény | Ellenfél Eredmény | Ellenfél Eredmény                                        | Ellenfél Eredmény | Helyezés |
| --------------- | ----------- | --------------------------- | -------------------------- | --------------------------- | ----------------- | -------------------------- | --------------------------- | ---------------------------- | ----------------- | ----------------- | -------------------------------------------------------- | ----------------- | -------- |
| Repka Attila    | 68 kg       | Ryszard Wolny (POL) · 1–6   |                            |                             |                   | erőnyerő                   | Valeri Nikitin (EST) · 0–2  | kiesett                      | kiesett           | kiesett           | kiesett                                                  |                   | 21.      |
| Berzicza Tamás  | 74 kg       | Józef Tracz (POL) · 1–0     | Jaroslav Zeman (CZE) · 5–1 | Filiberto Azcuy (CUB) · 2–6 |                   |                            |                             | Erik Hahn (GER) · 1–3        |                   |                   | A 7. helyért · Sztojan Sztojanov (BUL) · mérkőzés nélkül |                   | 6.*      |
| Farkas Péter    | 82 kg       | Szergej Cvir (RUS) · 0–3    |                            |                             |                   | Levon Gegamjan (ARM) · 0–4 | kiesett                     | kiesett                      | kiesett           | kiesett           | kiesett                                                  |                   | 17.      |
| Gelénesi Nándor | 90 kg       | Colak Egisjan (ARM) · 1–5   |                            |                             |                   | erőnyerő                   | Gogi Koguasvili (RUS) · 2–1 | Derrick Waldroup (USA) · 0–6 | kiesett           | kiesett           | kiesett                                                  |                   | 16.      |
| Kékes György    | 130 kg      | Szuzuki Kenicsi (JPN) · 3–0 | René Schiekel (GER) · 0–2  |                             |                   |                            | Petro Kotok (UKR) · 0–4     | kiesett                      | kiesett           | kiesett           | kiesett                                                  |                   | 12.      |

Szabadfogású
| Versenyző      | Versenyszám | 32-es főtábla                     | Nyolcaddöntő                 | Negyeddöntő                               | Elődöntő          | Vigaszág 2. kör             | Vigaszág 3. kör                 | Vigaszág 4. kör                | Vigaszág 5. kör   | Vigaszág 6. kör   | Bronz- mérkőzés   | Döntő             | Helyezés |
| Versenyző      | Versenyszám | Ellenfél Eredmény                 | Ellenfél Eredmény            | Ellenfél Eredmény                         | Ellenfél Eredmény | Ellenfél Eredmény           | Ellenfél Eredmény               | Ellenfél Eredmény              | Ellenfél Eredmény | Ellenfél Eredmény | Ellenfél Eredmény | Ellenfél Eredmény | Helyezés |
| -------------- | ----------- | --------------------------------- | ---------------------------- | ----------------------------------------- | ----------------- | --------------------------- | ------------------------------- | ------------------------------ | ----------------- | ----------------- | ----------------- | ----------------- | -------- |
| Demeter István | 62 kg       | Anibál Nieves (PUR) · 3–0         | Elbrusz Tedejev (UKR) · 1–11 |                                           |                   |                             | Anibál Nieves (PER) · 11–1      | Ramil Islamov (UZB) · 1–6      | kiesett           | kiesett           | kiesett           |                   | 9.       |
| Fórizs János   | 68 kg       | Elşad Allahverdiyev (AZE) · 0–3   |                              |                                           |                   | Félix Diédhiou (SEN) · 13–1 | Yosvany Sánchez (CUB) · 2–6     | kiesett                        | kiesett           | kiesett           | kiesett           |                   | 11.      |
| Ritter Árpád   | 74 kg       | Ihar Kozir (BLR) · 3–5            |                              |                                           |                   | Felipe Guzmán (MEX) · 12–0  | Məmmədsalam Haciyev (AZE) · 2–3 | kiesett                        | kiesett           | kiesett           | kiesett           |                   | 13.      |
| Dvorák László  | 82 kg       | Luis Varela (VEN) · 6–2           | erőnyerő                     | Jang Hjongmo (Yang Hyeong-Mo) (KOR) · 0–2 |                   |                             |                                 | Ariel Ramos (CUB) · 1–3        | kiesett           | kiesett           | kiesett           |                   | 14.      |
| Bacsa Péter    | 90 kg       | Kim Ikhi (Kim Ik-Hui) (KOR) · 1–2 |                              |                                           |                   | Kavai Tacuo (JPN) · 5–2     | Kalojan Baev (BUL) · 7–5        | Victor Kodei (NGR) · 4–7       | kiesett           | kiesett           | kiesett           |                   | 10.      |
| Gombos Zsolt   | 130 kg      | Neal Kranz (GUM) · 7–0            | Ibrahim Mehraban (IRI) · 3–0 | Mahmut Demir (TUR) · 0–4                  |                   |                             |                                 | Bruce Baumgartner (USA) · 0–11 | kiesett           | kiesett           | kiesett           |                   | 11.      |

* - A 6. helyen végzett ukrán Artur Dzihazovot kizárták.

## Cselgáncs
Férfi
| Versenyző       | Versenyszám  | Selejtező                | 32-es főtábla               | Nyolcaddöntő                | Negyeddöntő                   | Elődöntő                     | Vigaszág első kör      | Vigaszág negyeddöntő    | Vigaszág elődöntő           | Bronz- mérkőzés             | Döntő             | Helyezés |
| Versenyző       | Versenyszám  | Ellenfél Eredmény        | Ellenfél Eredmény           | Ellenfél Eredmény           | Ellenfél Eredmény             | Ellenfél Eredmény            | Ellenfél Eredmény      | Ellenfél Eredmény       | Ellenfél Eredmény           | Ellenfél Eredmény           | Ellenfél Eredmény | Helyezés |
| --------------- | ------------ | ------------------------ | --------------------------- | --------------------------- | ----------------------------- | ---------------------------- | ---------------------- | ----------------------- | --------------------------- | --------------------------- | ----------------- | -------- |
| Kunyik Zsolt    | Légsúly      | erőnyerő                 | Piotr Kamrowski (POL) · V   | kiesett                     | kiesett                       | kiesett                      |                        |                         |                             |                             |                   | 21.      |
| Csák József     | Harmatsúly   | erőnyerő                 | Nadzsib Aga (IND) · GY      | Duncan MacKinnon (RSA) · GY | Henrique Guimarães (BRA) · GY | Nakamura Jukimasza (JPN) · V |                        |                         |                             | Israel Hernández (CUB) · V  |                   | 5.       |
| Hajtós Bertalan | Könnyűsúly   | Juan González (GUA) · GY | Diego Brambilla (ITA) · GY  | Martin Schmidt (GER) · V    | kiesett                       | kiesett                      |                        |                         |                             |                             |                   | 17.      |
| Kovács Antal    | Félnehézsúly | erőnyerő                 | Paweł Nastula (POL) · V     |                             |                               |                              | Luigi Guido (ITA) · GY | Pedro Soares (POR) · GY | Alejandro Bender (ARG) · GY | Stéphane Traineau (FRA) · V |                   | 5.       |
| Csősz Imre      | Nehézsúly    | erőnyerő                 | Mitar Milinković (SCG) · GY | Igor Peskov (KAZ) · GY      | Ernesto Pérez (ESP) · V       |                              |                        | Frank Möller (GER) · V  | kiesett                     | kiesett                     |                   | 9.       |

Női
| Versenyző   | Versenyszám | Selejtező                 | Nyolcaddöntő                   | Negyeddöntő                    | Elődöntő          | Vigaszág első kör | Vigaszág negyeddöntő         | Vigaszág elődöntő | Bronz- mérkőzés   | Döntő             | Helyezés |
| Versenyző   | Versenyszám | Ellenfél Eredmény         | Ellenfél Eredmény              | Ellenfél Eredmény              | Ellenfél Eredmény | Ellenfél Eredmény | Ellenfél Eredmény            | Ellenfél Eredmény | Ellenfél Eredmény | Ellenfél Eredmény | Helyezés |
| ----------- | ----------- | ------------------------- | ------------------------------ | ------------------------------ | ----------------- | ----------------- | ---------------------------- | ----------------- | ----------------- | ----------------- | -------- |
| Pekli Mária | Könnyűsúly  | Jeny Rodríguez (HON) · GY | Danielle Zangrando (BRA) · GY  | Isabel Fernández (ESP) · V     |                   |                   | Zülfiyyə Hüseynova (AZE) · V | kiesett           | kiesett           |                   | 9.       |
| Gránitz Éva | Nehézsúly   | erőnyerő                  | Marguerita Goua Lou (CIV) · GY | Szvetlana Gundarenko (RUS) · V |                   |                   | Edinanci da Silva (BRA) · V  | kiesett           | kiesett           |                   | 9.       |

## Evezés
Férfi
| Versenyző                | Versenyszám  | Előfutam | Előfutam | 1. vigaszág | 1. vigaszág | 2. vigaszág | 2. vigaszág | Elődöntő | Elődöntő | Elődöntő | Döntő | Döntő   | Döntő | Helyezés |
| Versenyző                | Versenyszám  | Idő      | Hely.    | Idő         | Hely.       | Idő         | Hely.       | Típus    | Idő      | Hely.    | Típus | Idő     | Hely. | Helyezés |
| ------------------------ | ------------ | -------- | -------- | ----------- | ----------- | ----------- | ----------- | -------- | -------- | -------- | ----- | ------- | ----- | -------- |
| Szögi László             | Egypárevezős | 7:38,31  | 2.       | 7:53,04     | 3.          |             |             | C/D      | 7:27,92  | 2.       | C     | 7:34,23 | 3.    | 15.      |
| Dani Zsolt Mitring Gábor | Kétpárevezős | 6:57,63  | 4.       | 6:50,02     | 3.          | 6:47,77     | 1.          |          |          |          | C     | 6:50,90 | 4.    | 16.      |

## Íjászat
Női
| Versenyző    | Versenyszám | Selejtező | Selejtező | 64-es főtábla                         | 32-es főtábla     | Nyolcaddöntő      | Negyeddöntő       | Elődöntő          | Döntő             | Helyezés |
| Versenyző    | Versenyszám | Pont      | Kiemelt   | Ellenfél Eredmény                     | Ellenfél Eredmény | Ellenfél Eredmény | Ellenfél Eredmény | Ellenfél Eredmény | Ellenfél Eredmény | Helyezés |
| ------------ | ----------- | --------- | --------- | ------------------------------------- | ----------------- | ----------------- | ----------------- | ----------------- | ----------------- | -------- |
| Kovács Judit | Egyéni      | 633       | 39.       | Kirstin Lewis (RSA) (26.) · 150–150   | kiesett           | kiesett           | kiesett           | kiesett           | kiesett           | 45.      |
| Kiss Tímea   | Egyéni      | 582       | 59.       | Elif Altınkaynak (TUR) (6.) · 147–155 | kiesett           | kiesett           | kiesett           | kiesett           | kiesett           | 51.      |

## Kajak-kenu

### Síkvízi
Férfi
| Versenyző                                                | Versenyszám         | Előfutam | Előfutam | Előfutam | Vigaszág | Vigaszág | Vigaszág | Elődöntő | Elődöntő | Elődöntő | Döntő    | Döntő    |
| Versenyző                                                | Versenyszám         | Idő      | Hely.    | Össz.    | Idő      | Hely.    | Össz.    | Idő      | Hely.    | Össz.    | Idő      | Helyezés |
| -------------------------------------------------------- | ------------------- | -------- | -------- | -------- | -------- | -------- | -------- | -------- | -------- | -------- | -------- | -------- |
| Antal Zoltán                                             | Kajak egyes 500 m   | 1:43,343 | 4.       | 12.      | 1:43,343 | 3.       | 4.       | 1:41,873 | 7.       | 12.      | kiesett  | kiesett  |
| Kammerer Zoltán                                          | Kajak egyes 1000 m  | 4:02,724 | 6.       | 20.      | 4:05,859 | 3.       | 6.       | 3:49,589 | 7.       | 15.      | kiesett  | kiesett  |
| Bártfai Krisztián Gyulay Zsolt                           | Kajak kettes 500 m  | 1:32,030 | 1.       | 5.       | erőnyerő | erőnyerő | erőnyerő | 1:30,725 | 4.       | 9.       | 1:30,001 | 6.       |
| Hegedűs Róbert Almási Péter                              | Kajak kettes 1000 m | 3:40,754 | 3.       | 7.       | erőnyerő | erőnyerő | erőnyerő | 3:18,524 | 4.       | 5.       | 3:14,282 | 9.       |
| Adrovicz Attila Csipes Ferenc Horváth Gábor Rajna András | Kajak négyes 1000 m | 3:07,517 | 1.       | 1.       |          |          |          | erőnyerő | erőnyerő | erőnyerő | 2:53,184 |          |
| Pulai Imre                                               | Kenu egyes 500 m    | 1:54,244 | 2.       | 13.      |          |          |          | erőnyerő | erőnyerő | erőnyerő | 1:50,758 |          |
| Zala György                                              | Kenu egyes 1000 m   | 4:23,399 | 1.       | 3.       |          |          |          | erőnyerő | erőnyerő | erőnyerő | 3:56,366 |          |
| Horváth Csaba Kolonics György                            | Kenu kettes 500 m   | 1:43,907 | 1.       | 2.       | erőnyerő | erőnyerő | erőnyerő | 1:42,186 | 1.       | 3.       | 1:40,420 |          |
| Horváth Csaba Kolonics György                            | Kenu kettes 1000 m  | 4:08,709 | 2.       | 6.       |          |          |          | erőnyerő | erőnyerő | erőnyerő | 3:32,514 |          |

Női
| Versenyző                                                   | Versenyszám        | Előfutam | Előfutam | Előfutam | Vigaszág | Vigaszág | Vigaszág | Elődöntő | Elődöntő | Elődöntő | Döntő    | Döntő    |
| Versenyző                                                   | Versenyszám        | Idő      | Hely.    | Össz.    | Idő      | Hely.    | Össz.    | Idő      | Hely.    | Össz.    | Idő      | Helyezés |
| ----------------------------------------------------------- | ------------------ | -------- | -------- | -------- | -------- | -------- | -------- | -------- | -------- | -------- | -------- | -------- |
| Kőbán Rita                                                  | Kajak egyes 500 m  | 1:50,423 | 2.       | 2.       | erőnyerő | erőnyerő | erőnyerő | 1:48,842 | 1.       | 1.       | 1:47,655 |          |
| Kőbán Rita Mednyánszki Szilvia                              | Kajak kettes 500 m | 1:43,313 | 1.       | 2.       | erőnyerő | erőnyerő | erőnyerő | 1:42,789 | 1.       | 1.       | 1:40,893 | 4.       |
| Czigány Kinga Dónusz Éva Mednyánszki Szilvia Mészáros Erika | Kajak négyes 500 m | 1:42,821 | 5.       | 10.      |          |          |          | 1:37,145 | 1.       | 1.       | 1:34,693 | 9.       |

## Kerékpározás

### Országúti kerékpározás
Férfi
| Versenyző      | Versenyszám   | Idő           | Helyezés      |
| -------------- | ------------- | ------------- | ------------- |
| Bodrogi László | Mezőnyverseny | nem ért célba | nem ért célba |

## Kézilabda

### Női
| Magyar női kézilabdacsapat-játékoskeret                                                                                        | Magyar női kézilabdacsapat-játékoskeret                                                                     |
| --- | --- |
| - Meksz Anikó - Kökény Beatrix - Farkas Andrea - Kántor Anikó - Nagy Anikó - Szántó Anna - Hoffmann Beáta - Tóth-Győri Beatrix | - Siti Beáta - Kocsis Erzsébet - Mátéfi Eszter - Erdős Éva - Németh Helga - Pádár Ildikó - Szilágyi Katalin |

#### Eredmények
Csoportkör
A csoport
| Csapat                 | M | Gy | D | V | G+ | G– | Gk  | P |
| ---------------------- | - | -- | - | - | -- | -- | --- | - |
| Dánia (DEN)            | 3 | 3  | 0 | 0 | 89 | 62 | +27 | 6 |
| Magyarország (HUN)     | 3 | 2  | 0 | 1 | 81 | 70 | +11 | 4 |
| Kína (CHN)             | 3 | 1  | 0 | 2 | 71 | 83 | –12 | 2 |
| Egyesült Államok (USA) | 3 | 0  | 0 | 3 | 64 | 90 | –26 | 0 |

| 1996. július 26. 10:00 | Magyarország (HUN) | 29–19   | Kína (CHN)         | Játékvezetők: Bjorn Hogsnes, Svein Oeie (NOR) |
| 1996. július 26. 10:00 | Mátéfi 11          | (14–11) | Si Vej (Shi Wei) 5 | Játékvezetők: Bjorn Hogsnes, Svein Oeie (NOR) |
| 1996. július 26. 10:00 |                    |         |                    | Játékvezetők: Bjorn Hogsnes, Svein Oeie (NOR) |

| 1996. július 28. 14:30 | Egyesült Államok (USA) | 24–30  | Magyarország (HUN) | Játékvezetők: Hans Thomas, Jürgen Thomas (GER) |
| 1996. július 28. 14:30 | Hires 8                | (8–19) | Mátéfi 9           | Játékvezetők: Hans Thomas, Jürgen Thomas (GER) |
| 1996. július 28. 14:30 |                        |        |                    | Játékvezetők: Hans Thomas, Jürgen Thomas (GER) |

| 1996. július 30. 10:00 | Magyarország (HUN) | 22–27   | Dánia (DEN)   | Játékvezetők: Silvino Gallego Santos, Victor Lamas Perez (ESP) |
| 1996. július 30. 10:00 | Mátéfi 7           | (12–14) | C. Andersen 7 | Játékvezetők: Silvino Gallego Santos, Victor Lamas Perez (ESP) |
| 1996. július 30. 10:00 |                    |         |               | Játékvezetők: Silvino Gallego Santos, Victor Lamas Perez (ESP) |

Elődöntő
| 1996. augusztus 1. 16:15 | Dél-Korea (KOR)                 | 39–25   | Magyarország (HUN) | Játékvezetők: Peter Brussel, Anton van Dongen (NED) |
| 1996. augusztus 1. 16:15 | Hong Dzsongho (Hong Jeong-Ho) 9 | (19–10) | Mátéfi 5           | Játékvezetők: Peter Brussel, Anton van Dongen (NED) |
| 1996. augusztus 1. 16:15 |                                 |         |                    | Játékvezetők: Peter Brussel, Anton van Dongen (NED) |

Bronzmérkőzés
| 1996. augusztus 3. 15:30 | Norvégia (NOR) | 18–20 | Magyarország (HUN) | Játékvezetők: Peter Brussel, Anton van Dongen (NED) |
| 1996. augusztus 3. 15:30 | Grini 8        | (9–7) | négy játékos 3     | Játékvezetők: Peter Brussel, Anton van Dongen (NED) |
| 1996. augusztus 3. 15:30 |                |       |                    | Játékvezetők: Peter Brussel, Anton van Dongen (NED) |

| Csapat             | Helyezés |
| ------------------ | -------- |
| Magyarország (HUN) |          |

## Labdarúgás

### Férfi
| Magyar férfi labdarúgócsapat-játékoskeret | Magyar férfi labdarúgócsapat-játékoskeret                                                                                           |
| --- | --- |
| - Bükszegi Zoltán - Dombi Tibor - Dragóner Attila - Egressy Gábor - Herczeg Miklós - Lendvai Miklós - Lisztes Krisztián - Madar Csaba - Molnár Zoltán | - Pető Zoltán - Preisinger Sándor - Sáfár Szabolcs - Sándor Tamás - Sebők Vilmos - Szanyó Károly - Szatmári Csaba - Zavadszky Gábor |

#### Eredmények
Csoportkör
D csoport
| Csapat             | M | Gy | D | V | Rg | Kg | Gk | P |
| ------------------ | - | -- | - | - | -- | -- | -- | - |
| Brazília (BRA)     | 3 | 2  | 0 | 1 | 4  | 2  | +2 | 6 |
| Nigéria (NGR)      | 3 | 2  | 0 | 1 | 3  | 1  | +2 | 6 |
| Japán (JPN)        | 3 | 2  | 0 | 1 | 4  | 4  | 0  | 6 |
| Magyarország (HUN) | 3 | 0  | 0 | 3 | 3  | 7  | –4 | 0 |

| 1996. július 21. 18:30 |

| Nigéria (NGR) | 1–0               | Magyarország (HUN) |
| ------------- | ----------------- | ------------------ |
| Kanu 44'      | (0–0) Jegyzőkönyv |                    |

| Citrus Bowl, Orlando Nézőszám: 25 303 Játékvezető: Phirom Anpraszöt (thaiföldi) |

| 1996. július 23. 20:30 |

| Brazília (BRA)                     | 3–1               | Magyarország (HUN) |
| ---------------------------------- | ----------------- | ------------------ |
| Ronaldo 35' Juninho 61' Bebeto 84' | (1–0) Jegyzőkönyv | Madar 58'          |

| Orange Bowl, Miami Nézőszám: 34 871 Játékvezető: Gamál al-Gandúr (egyiptomi) |

| 1996. július 25. 21:00 |

| Japán (JPN)                             | 3–2               | Magyarország (HUN)     |
| --------------------------------------- | ----------------- | ---------------------- |
| Maezono 39' (11-esből) 90+1' Uemura 90' | (1–1) Jegyzőkönyv | Sándor T. 2' Madar 48' |

| Citrus Bowl, Orlando Nézőszám: 20 834 Játékvezető: Lucien Bouchardeau (nigeri) |

| Csapat             | Helyezés |
| ------------------ | -------- |
| Magyarország (HUN) | 16.      |

## Lovaglás
Lovastusa
| Versenyző                                               | Ló                             | Versenyszám | Díjlovaglás | Díjlovaglás | Tereplovaglás | Tereplovaglás | Tereplovaglás | Díjugratás | Díjugratás | Végeredmény | Végeredmény |
| Versenyző                                               | Ló                             | Versenyszám | Bünt.       | Hely.       | Bünt.         | Össz.         | Hely.         | Bünt.      | Hely.      | Bünt.       | Helyezés    |
| ------------------------------------------------------- | ------------------------------ | ----------- | ----------- | ----------- | ------------- | ------------- | ------------- | ---------- | ---------- | ----------- | ----------- |
| Nemtin Anita                                            | Kaesar                         | Egyéni      | 65,40       | 29.         | 139,20        | 204,60        | 20.           | 5,25       | 7.         | 209,85      | 19.         |
| Tuska Pál Soós Attila Schaller Gábor Herczegfalvy Tibor | Zátony Zsizsik Albattrosz Lump | Csapat      | 195,60      | 15.         | nem ért célba | 1415,60       | 14.           | nem indult | nem indult | 1434,10     | 13.         |

## Műugrás
Férfi
| Versenyző    | Versenyszám    | Selejtező | Selejtező | Elődöntő | Elődöntő | Döntő   | Döntő    |
| Versenyző    | Versenyszám    | Pont      | Helyezés  | Pont     | Helyezés | Pont    | Helyezés |
| ------------ | -------------- | --------- | --------- | -------- | -------- | ------- | -------- |
| Lengyel Imre | Egyéni műugrás | 346,74    | 17.       | 551,25   | 17.      | kiesett | kiesett  |

Női
| Versenyző      | Versenyszám    | Selejtező | Selejtező | Elődöntő | Elődöntő | Döntő   | Döntő    |
| Versenyző      | Versenyszám    | Pont      | Helyezés  | Pont     | Helyezés | Pont    | Helyezés |
| -------------- | -------------- | --------- | --------- | -------- | -------- | ------- | -------- |
| Pintér Orsolya | Egyéni műugrás | 206,52    | 25.       | kiesett  | kiesett  | kiesett | kiesett  |

## Ökölvívás
| Versenyző     | Versenyszám   | Selejtező                         | Nyolcaddöntő                 | Negyeddöntő                      | Elődöntő                   | Döntő                     | Helyezés |
| Versenyző     | Versenyszám   | Ellenfél Eredmény                 | Ellenfél Eredmény            | Ellenfél Eredmény                | Ellenfél Eredmény          | Ellenfél Eredmény         | Helyezés |
| ------------- | ------------- | --------------------------------- | ---------------------------- | -------------------------------- | -------------------------- | ------------------------- | -------- |
| Kovács István | Harmatsúly    | Soner Karagöz (TUR) · 15–3        | Hursed Haszanov (TJK) · 17–3 | Crinu Raicu-Olteanu (ROU) · 24–2 | Khadpo Vichai (THA) · 12–7 | Arnaldo Mesa (CUB) · 14–7 |          |
| Nagy János    | Pehelysúly    | John Kelman (BAR) · RSC           | Daniel Attah (NGR) · 14–12   | Pablo Chacón (ARG) · 7–18        | kiesett                    | kiesett                   | 6.       |
| Nagy József   | Váltósúly     | Juan Hernández Sierra (CUB) · RSC | kiesett                      | kiesett                          | kiesett                    | kiesett                   | 17.      |
| Mizsei György | Nagyváltósúly | Richard Rowles (AUS) · 10–2       | Markus Beyer (GER) · 6–14    | kiesett                          | kiesett                    | kiesett                   | 9.       |
| Erdei Zsolt   | Középsúly     | Juan Pablo López (MEX) · RSC      | Malik Beyleroğlu (TUR) · 8–9 | kiesett                          | kiesett                    | kiesett                   | 9.       |

## Öttusa
| Versenyző      | Versenyszám | Lövészet | Lövészet | Lövészet | Úszás   | Úszás | Úszás | Vívás    | Vívás | Vívás  | Lovaglás | Lovaglás | Lovaglás | Lovaglás | Futás     | Futás | Futás | Összesen    | Összesen |
| Versenyző      | Versenyszám | Pontszám | Pont     | Hely.    | Idő     | Pont  | Hely. | Eredmény | Pont  | Hely.  | Idő      | Hibapont | Pont     | Hely.    | Idő       | Pont  | Hely. | Összes pont | Helyezés |
| -------------- | ----------- | -------- | -------- | -------- | ------- | ----- | ----- | -------- | ----- | ------ | -------- | -------- | -------- | -------- | --------- | ----- | ----- | ----------- | -------- |
| Martinek János | Egyéni      | 172      | 1000     | 23.      | 3:23,16 | 1248  | 16.   | 19–12    | 910   | 5.*    | 1:05,65  | 0        | 1100     | 1.       | 12:54,380 | 1243  | 11.   | 5501        |          |
| Hanzély Ákos   | Egyéni      | 179      | 1084     | 9.*      | 3:24,90 | 1236  | 21.   | 20–11    | 940   | 3.*    | 1:17,32  | 150      | 947      | 21.      | 12:59,430 | 1228  | 12.   | 5435        | 6.       |
| Sárfalvi Péter | Egyéni      | 175      | 1036     | 19.      | 3:18,27 | 1288  | 9.    | 16–15    | 820   | 14.*** | 1:20,24  | 150      | 938      | 22.      | 13:37,584 | 1114  | 23.   | 5196        | 21.      |

* - egy másik versenyzővel azonos eredményt ért el

*** - három másik versenyzővel azonos eredményt ért el

## Sportlövészet
Férfi
| Versenyző       | Versenyszám           | Selejtező | Selejtező     | Döntő   | Döntő    |
| Versenyző       | Versenyszám           | Pont      | Helyezés      | Pont    | Helyezés |
| --------------- | --------------------- | --------- | ------------- | ------- | -------- |
| Karacs Zsolt    | Szabadpisztoly        | 551       | 33.           | kiesett | kiesett  |
| Karacs Zsolt    | Légpisztoly           | 576       | 23.**         | kiesett | kiesett  |
| Papanitz Zoltán | Légpisztoly           | 577       | 19.***        | kiesett | kiesett  |
| Papanitz Zoltán | Szabadpisztoly        | 553       | 28.*          | kiesett | kiesett  |
| Pálinkás Lajos  | Gyorstüzelő pisztoly  | 586       | 6.**          | 685,9   | 7.       |
| Vári Zsolt      | Légpuska              | 581       | 33.**         | kiesett | kiesett  |
| Vári Zsolt      | Sportpuska, fekvő     | 595       | 11.********   | kiesett | kiesett  |
| Vári Zsolt      | Sportpuska, összetett | 1160      | 27.           | kiesett | kiesett  |
| Sike József     | Futócéllövészet       | 579       | 4.            | 677,1   | 4.       |
| Burkus Tamás    | Futócéllövészet       | 564       | 14.           | kiesett | kiesett  |
| Gombos Károly   | Trap                  | 119       | 20.********** | kiesett | kiesett  |
| Gombos Károly   | Dupla trap            | 127       | 24.           | kiesett | kiesett  |
| Bodó Zoltán     | Dupla trap            | 125       | 27.**         | kiesett | kiesett  |
| Bodó Zoltán     | Trap                  | 120       | 13.******     | kiesett | kiesett  |

Női
| Versenyző  | Versenyszám           | Selejtező | Selejtező | Döntő   | Döntő    |         |
| Versenyző  | Versenyszám           | Pont      | Helyezés  | Pont    | Helyezés |         |
| ---------- | --------------------- | --------- | --------- | ------- | -------- | ------- |
| Joó Éva    | Sportpuska, összetett | 576       | 20.*      | kiesett | kiesett  |         |
| Joó Éva    | Légpuska              | 393       | 8.        | 494,5   | 7.       |         |
| Fórián Éva | Légpuska              | Légpuska  | 387       | 31.**** | kiesett  | kiesett |
| Fórián Éva | Sportpuska, összetett | 570       | 30.*      | kiesett | kiesett  |         |

* - egy másik versenyzővel azonos eredményt ért el

** - két másik versenyzővel azonos eredményt ért el

*** - három másik versenyzővel azonos eredményt ért el

**** - négy másik versenyzővel azonos eredményt ért el

****** - hat másik versenyzővel azonos eredményt ért el

******** - nyolc másik versenyzővel azonos eredményt ért el

********** - tíz másik versenyzővel azonos eredményt ért el

## Súlyemelés
| Versenyző      | Versenyszám | Szakítás                 | Szakítás                 | Lökés    | Lökés    | Összesen | Helyezés |
| Versenyző      | Versenyszám | Eredmény                 | Helyezés                 | Eredmény | Helyezés | Összesen | Helyezés |
| -------------- | ----------- | ------------------------ | ------------------------ | -------- | -------- | -------- | -------- |
| Karczag Tibor  | 54 kg       | érvényes kísérlet nélkül | érvényes kísérlet nélkül | kiesett  | kiesett  | kiesett  | kiesett  |
| Farkas Zoltán  | 59 kg       | 130,0                    | 9.                       | 150,0    | 8.*      | 280,0    | 8.       |
| Popa Adrián    | 64 kg       | 135,0                    | 8.*                      | 172,5    | 5.       | 307,5    | 5.       |
| Kecskés Zoltán | 64 kg       | 135,0                    | 8.*                      | 167,5    | 6.*      | 302,5    | 8.       |
| Feri Attila    | 70 kg       | 152,5                    | 4.*                      | 187,5    | 2.*      | 340,0    |          |
| Molnár Gábor   | 70 kg       | érvényes kísérlet nélkül | érvényes kísérlet nélkül | kiesett  | kiesett  | kiesett  | kiesett  |
| Stark Tibor    | +108 kg     | 187,5                    | 6.                       | 227,5    | 8.*      | 415,0    | 8.       |

* - másik versenyzővel azonos eredményt ért el

## Tenisz
Férfi
| Versenyző                    | Versenyszám | 64-es főtábla                  | 32-es főtábla                                                              | Nyolcaddöntő      | Negyeddöntő       | Elődöntő          | Bronz- mérkőzés   | Döntő             | Helyezés |
| Versenyző                    | Versenyszám | Ellenfél Eredmény              | Ellenfél Eredmény                                                          | Ellenfél Eredmény | Ellenfél Eredmény | Ellenfél Eredmény | Ellenfél Eredmény | Ellenfél Eredmény | Helyezés |
| ---------------------------- | ----------- | ------------------------------ | -------------------------------------------------------------------------- | ----------------- | ----------------- | ----------------- | ----------------- | ----------------- | -------- |
| Noszály Sándor               | Egyes       | Oleg Ogorodov (UZB) · 5–7, 6–7 | kiesett                                                                    | kiesett           | kiesett           | kiesett           | kiesett           | kiesett           | 33.      |
| Köves Gábor Markovits László | Páros       |                                | Dél-afrikai Köztársaság (RSA) · Ellis Ferreira · Wayne Ferreira · 1–6, 1–6 | kiesett           | kiesett           | kiesett           | kiesett           | kiesett           | 17.      |

Női
| Versenyző                     | Versenyszám | 64-es főtábla                     | 32-es főtábla                                                | Nyolcaddöntő                                                           | Negyeddöntő       | Elődöntő          | Bronz- mérkőzés   | Döntő             | Helyezés |
| Versenyző                     | Versenyszám | Ellenfél Eredmény                 | Ellenfél Eredmény                                            | Ellenfél Eredmény                                                      | Ellenfél Eredmény | Ellenfél Eredmény | Ellenfél Eredmény | Ellenfél Eredmény | Helyezés |
| ----------------------------- | ----------- | --------------------------------- | ------------------------------------------------------------ | ---------------------------------------------------------------------- | ----------------- | ----------------- | ----------------- | ----------------- | -------- |
| Csurgó Virág                  | Egyes       | Aleksandra Olsza (POL) · 6–2, 7–5 | Date Kimiko (JPN) · 2–6, 3–6                                 | kiesett                                                                | kiesett           | kiesett           | kiesett           | kiesett           | 17.      |
| Temesvári Andrea              | Egyes       | Judith Wiesner (AUT) · 6–7, 4–6   | kiesett                                                      | kiesett                                                                | kiesett           | kiesett           | kiesett           | kiesett           | 33.      |
| Csurgó Virág Temesvári Andrea | Páros       |                                   | Chile (CHI) · Paula Cabezas · Bárbara Castro · 6–4, 1–6, 6–3 | Hollandia (NED) · Manon Bollegraf · Brenda Schultz-McCarthy · 6–7, 6–7 | kiesett           | kiesett           | kiesett           | kiesett           | 9.       |

## Tollaslabda
| Versenyző   | Versenyszám | Selejtező         | 32-es főtábla                 | Nyolcaddöntő      | Negyeddöntő       | Elődöntő          | Döntő             | Helyezés |
| Versenyző   | Versenyszám | Ellenfél Eredmény | Ellenfél Eredmény             | Ellenfél Eredmény | Ellenfél Eredmény | Ellenfél Eredmény | Ellenfél Eredmény | Helyezés |
| ----------- | ----------- | ----------------- | ----------------------------- | ----------------- | ----------------- | ----------------- | ----------------- | -------- |
| Ódor Andrea | Női egyes   | erőnyerő          | Han Jingna (CHN) · 0–11, 1–11 | kiesett           | kiesett           | kiesett           | kiesett           | 17.      |

## Torna
Férfi
| Versenyző            | Versenyszám      | Selejtező | Selejtező | Döntő    | Döntő    |
| Versenyző            | Versenyszám      | Pontszám  | Helyezés  | Pontszám | Helyezés |
| -------------------- | ---------------- | --------- | --------- | -------- | -------- |
| Supola Zoltán        | Talaj            | 18,650    | 58.*      | kiesett  | kiesett  |
| Supola Zoltán        | Ugrás            | 19,249    | 15.*      | kiesett  | kiesett  |
| Supola Zoltán        | Korlát           | 18,750    | 43.       | kiesett  | kiesett  |
| Supola Zoltán        | Nyújtó           | 19,274    | 11.       | kiesett  | kiesett  |
| Supola Zoltán        | Gyűrű            | 18,500    | 66.*      | kiesett  | kiesett  |
| Supola Zoltán        | Lólengés         | 19,075    | 20.       | kiesett  | kiesett  |
| Supola Zoltán        | Egyéni összetett | 113,498   | 20.       | 56,962   | 22.      |
| Csollány Szilveszter | Talaj            | 18,275    | 77.       | kiesett  | kiesett  |
| Csollány Szilveszter | Ugrás            | 18,675    | 63.*****  | kiesett  | kiesett  |
| Csollány Szilveszter | Korlát           | 18,000    | 78.       | kiesett  | kiesett  |
| Csollány Szilveszter | Nyújtó           | 17,425    | 85.       | kiesett  | kiesett  |
| Csollány Szilveszter | Gyűrű            | 19,312    | 6.        | 9,812    | *        |
| Csollány Szilveszter | Lólengés         | 18,525    | 60.       | kiesett  | kiesett  |
| Csollány Szilveszter | Egyéni összetett | 110,212   | 48.*      | kiesett  | kiesett  |
| Jordanov Krisztián   | Talaj            | 18,700    | 50.***    | kiesett  | kiesett  |
| Jordanov Krisztián   | Ugrás            | 18,337    | 84.       | kiesett  | kiesett  |
| Jordanov Krisztián   | Korlát           | 18,350    | 68.***    | kiesett  | kiesett  |
| Jordanov Krisztián   | Nyújtó           | 17,725    | 80.       | kiesett  | kiesett  |
| Jordanov Krisztián   | Gyűrű            | 16,825    | 93.       | kiesett  | kiesett  |
| Jordanov Krisztián   | Lólengés         | 15,850    | 95.       | kiesett  | kiesett  |
| Jordanov Krisztián   | Egyéni összetett | 105,787   | 62.       | kiesett  | kiesett  |

Női
| Versenyző                                                                                            | Versenyszám      | Selejtező | Selejtező | Döntő    | Döntő    |
| Versenyző                                                                                            | Versenyszám      | Pontszám  | Helyezés  | Pontszám | Helyezés |
| --- | ---------------- | --------- | --------- | -------- | -------- |
| Varga Adrienn                                                                                        | Talaj            | 19,137    | 38.*      | kiesett  | kiesett  |
| Varga Adrienn                                                                                        | Ugrás            | 19,087    | 36.*      | kiesett  | kiesett  |
| Varga Adrienn                                                                                        | Felemás korlát   | 19,125    | 38.*      | kiesett  | kiesett  |
| Varga Adrienn                                                                                        | Gerenda          | 18,574    | 42.*      | kiesett  | kiesett  |
| Varga Adrienn                                                                                        | Egyéni összetett | 75,923    | 28.       | 37,592   | 28.      |
| Nyeste Adrienn                                                                                       | Talaj            | 19,049    | 44.       | kiesett  | kiesett  |
| Nyeste Adrienn                                                                                       | Ugrás            | 19,150    | 29.*      | kiesett  | kiesett  |
| Nyeste Adrienn                                                                                       | Felemás korlát   | 19,224    | 32.*      | kiesett  | kiesett  |
| Nyeste Adrienn                                                                                       | Gerenda          | 18,387    | 51.       | kiesett  | kiesett  |
| Nyeste Adrienn                                                                                       | Egyéni összetett | 75,810    | 32.       | 37,237   | 30.      |
| Krausz Nikolett                                                                                      | Talaj            | 19,174    | 34.***    | kiesett  | kiesett  |
| Krausz Nikolett                                                                                      | Ugrás            | 19,100    | 34.       | kiesett  | kiesett  |
| Krausz Nikolett                                                                                      | Felemás korlát   | 19,287    | 27.*      | kiesett  | kiesett  |
| Krausz Nikolett                                                                                      | Gerenda          | 16,612    | 88.       | kiesett  | kiesett  |
| Krausz Nikolett                                                                                      | Egyéni összetett | 74,173    | 48.       | 36,936   | 32.      |
| Molnár Andrea                                                                                        | Talaj            | 18,237    | 84.       | kiesett  | kiesett  |
| Molnár Andrea                                                                                        | Ugrás            | 18,812    | 51.       | kiesett  | kiesett  |
| Molnár Andrea                                                                                        | Felemás korlát   | 18,887    | 53.       | kiesett  | kiesett  |
| Molnár Andrea                                                                                        | Gerenda          | 18,024    | 67.       | kiesett  | kiesett  |
| Molnár Andrea                                                                                        | Egyéni összetett | 73,960    | 52.       | kiesett  | kiesett  |
| Ónodi Henrietta                                                                                      | Talaj            | 18,962    | 48.       | kiesett  | kiesett  |
| Ónodi Henrietta                                                                                      | Ugrás            | 19,037    | 40.       | kiesett  | kiesett  |
| Ónodi Henrietta                                                                                      | Felemás korlát   | 9,412     | 93.       | kiesett  | kiesett  |
| Ónodi Henrietta                                                                                      | Gerenda          | 18,699    | 36.       | kiesett  | kiesett  |
| Ónodi Henrietta                                                                                      | Egyéni összetett | 66,110    | 76.       | kiesett  | kiesett  |
| Balog Ildikó                                                                                         | Talaj            | 9,175     | 95.       | kiesett  | kiesett  |
| Balog Ildikó                                                                                         | Felemás korlát   | 18,662    | 59.*      | kiesett  | kiesett  |
| Balog Ildikó                                                                                         | Gerenda          | 17,849    | 68.       | kiesett  | kiesett  |
| Balog Ildikó                                                                                         | Egyéni összetett | 45,686    | 93.       | kiesett  | kiesett  |
| Óváry Eszter                                                                                         | Talaj            | 9,300     | 94.       | kiesett  | kiesett  |
| Óváry Eszter                                                                                         | Ugrás            | 18,712    | 62.**     | kiesett  | kiesett  |
| Óváry Eszter                                                                                         | Felemás korlát   | 9,387     | 94.*      | kiesett  | kiesett  |
| Óváry Eszter                                                                                         | Egyéni összetett | 37,399    | 98.       | kiesett  | kiesett  |
| Varga Adrienn Nyeste Adrienn Krausz Nikolett Molnár Andrea Ónodi Henrietta Balog Ildikó Óváry Eszter | Csapat összetett |           |           | 188,520  | 9.       |

* - egy másik versenyzővel azonos eredményt ért el

** - két másik versenyzővel azonos eredményt ért el

*** - három másik versenyzővel azonos eredményt ért el

***** - öt másik versenyzővel azonos eredményt ért el

### Ritmikus gimnasztika
| Versenyző       | Versenyszám | Selejtező | Selejtező | Elődöntő | Elődöntő | Döntő   | Döntő    |
| Versenyző       | Versenyszám | Pont      | Hely.     | Pont     | Hely.    | Pont    | Helyezés |
| --------------- | ----------- | --------- | --------- | -------- | -------- | ------- | -------- |
| Fráter Viktória | Egyéni      | 36,931    | 23.       | kiesett  | kiesett  | kiesett | kiesett  |
| Szalay Andrea   | Egyéni      | 35,898    | 36.       | kiesett  | kiesett  | kiesett | kiesett  |

## Úszás
Férfi
| Versenyző                                                            | Versenyszám            | Előfutam | Előfutam | Előfutam | Döntő   | Döntő    | Döntő    | Helyezés |
| Versenyző                                                            | Versenyszám            | Idő      | Hely.    | Össz.    | Típus   | Idő      | Hely.    | Helyezés |
| -------------------------------------------------------------------- | ---------------------- | -------- | -------- | -------- | ------- | -------- | -------- | -------- |
| Kerékjártó Tamás                                                     | 50 m gyors             | 24,67    | 6.       | 55.      | kiesett | kiesett  | kiesett  | kiesett  |
| Szabados Béla                                                        | 400 m gyors            | 3:59,36  | 7.       | 23.      | kiesett | kiesett  | kiesett  | kiesett  |
| Szabados Béla                                                        | 100 m gyors            | 51,26    | 7.       | 35.      | kiesett | kiesett  | kiesett  | kiesett  |
| Zubor Attila                                                         | 100 m gyors            | 50,43    | 6.       | 20.      | kiesett | kiesett  | kiesett  | kiesett  |
| Zubor Attila                                                         | 200 m vegyes           | 2:06,24  | 6.       | 22.      | kiesett | kiesett  | kiesett  | kiesett  |
| Czene Attila                                                         | 200 m vegyes           | 2:02,10  | 3.       | 7.       | A       | 1:59,91  | 1.       |          |
| Czene Attila                                                         | 200 m gyors            | 1:51,59  | 8.       | 20.*     | kiesett | kiesett  | kiesett  | kiesett  |
| Czene Attila                                                         | 200 m pillangó         | 2:00,50  | 5.       | 15.      | B       | 1:58,99  | 1.       | 9.       |
| Horváth Péter                                                        | 200 m pillangó         | 1:58,76  | 3.       | 6.       | A       | 1:59,12  | 8.       | 8.       |
| Horváth Péter                                                        | 100 m pillangó         | 53,69    | 4.       | 10.      | B       | 53,48    | 3.       | 11.      |
| Kollár Miklós                                                        | 200 m gyors            | 1:52,19  | 8.       | 25.      | kiesett | kiesett  | kiesett  | kiesett  |
| Deutsch Tamás                                                        | 100 m hát              | 56,96    | 8.       | 25.      | kiesett | kiesett  | kiesett  | kiesett  |
| Ágh Olivér                                                           | 200 m hát              | 2:01,84  | 5.       | 13.      | B       | 2:02,17  | 4.       | 12.      |
| Güttler Károly                                                       | 200 m mell             | 2:13,89  | 1.       | 1.       | A       | 2:13,03  | 2.       |          |
| Güttler Károly                                                       | 100 m mell             | 1:01,80  | 2.*      | 4.*      | A       | 1:01,49  | 4.       | 4.       |
| Rózsa Norbert                                                        | 100 m mell             | 1:02,72  | 4.       | 14.      | kiesett | kiesett  | kiesett  | kiesett  |
| Rózsa Norbert                                                        | 200 m mell             | 2:14,66  | 1.       | 4.       | A       | 2:12,57  | 1.       |          |
| Batházi István                                                       | 400 m vegyes           | 4:27,37  | 5.       | 16.      | B       | kizárták | kizárták | 16.      |
| Kiss Gergő                                                           | 400 m vegyes           | 4:28,05  | 7.       | 19.      | kiesett | kiesett  | kiesett  | kiesett  |
| Deutsch Tamás Güttler Károly Horváth Péter Czene Attila Zubor Attila | 4 × 100 m vegyes váltó | 3:41,05  | 2.       | 2.       | A       | 3:40,84  | 6.       | 6.       |

Női
| Versenyző                                                | Versenyszám            | Előfutam | Előfutam | Előfutam | Döntő   | Döntő   | Döntő   | Helyezés |
| Versenyző                                                | Versenyszám            | Idő      | Hely.    | Össz.    | Típus   | Idő     | Hely.   | Helyezés |
| -------------------------------------------------------- | ---------------------- | -------- | -------- | -------- | ------- | ------- | ------- | -------- |
| Lakos Gyöngyvér                                          | 50 m gyors             | 27,34    | 3.       | 42.      | kiesett | kiesett | kiesett | kiesett  |
| Nyíri Anna                                               | 100 m gyors            | 57,82    | 1.       | 30.      | kiesett | kiesett | kiesett | kiesett  |
| Kiss Judit                                               | 400 m gyors            | 4:29,80  | 7.       | 38.      | kiesett | kiesett | kiesett | kiesett  |
| Kovács Rita                                              | 800 m gyors            | 9:06,97  | 7.       | 25.      | kiesett | kiesett | kiesett | kiesett  |
| Kiss Annamária                                           | 100 m hát              | 1:07,38  | 1.       | 32.      | kiesett | kiesett | kiesett | kiesett  |
| Egerszegi Krisztina                                      | 200 m hát              | 2:09,18  | 1.       | 1.       | A       | 2:07,83 | 1.      |          |
| Egerszegi Krisztina                                      | 400 m vegyes           | 4:43,09  | 1.       | 1.       | A       | 4:42,53 | 3.      |          |
| Kovács Ágnes                                             | 100 m mell             | 1:09,05  | 1.       | 3.       | A       | 1:09,55 | 7.      | 7.       |
| Kovács Ágnes                                             | 200 m mell             | 2:29,58  | 2.       | 5.       | A       | 2:26,57 | 3.      |          |
| Klocker Edit                                             | 100 m pillangó         | 1:03,61  | 7.       | 31.      | kiesett | kiesett | kiesett | kiesett  |
| Klocker Edit                                             | 200 m pillangó         | 2:17,90  | 8.       | 23.*     | kiesett | kiesett | kiesett | kiesett  |
| Újhelyi Beáta                                            | 200 m vegyes           | 2:26,77  | 7.       | 40.      | kiesett | kiesett | kiesett | kiesett  |
| Egerszegi Krisztina Klocker Edit Kovács Ágnes Nyíri Anna | 4 × 100 m vegyes váltó | 4:10,92  | 3.       | 11.      | kiesett | kiesett | kiesett | kiesett  |

* - egy másik versenyzővel azonos eredményt ért el

## Vitorlázás
Férfi
| Versenyző                 | Versenyszám     | Futam | Futam | Futam | Futam | Futam | Futam | Futam | Futam | Futam | Futam | Futam | Pontszám | Helyezés |
| Versenyző                 | Versenyszám     | 1     | 2     | 3     | 4     | 5     | 6     | 7     | 8     | 9     | 10    | 11    | Pontszám | Helyezés |
| ------------------------- | --------------- | ----- | ----- | ----- | ----- | ----- | ----- | ----- | ----- | ----- | ----- | ----- | -------- | -------- |
| Gádorfalvi Áron           | Szörfvitorlázás | 25    | 33    | 34    | (47*) | 34    | 33    | 37    | (39)  | 31    |       |       | 227,0    | 40.      |
| Litkey Farkas             | Finn dingi      | 11    | (29)  | 24    | 23    | 22    | (25)  | 19    | 22    | 20    | 24    |       | 165,0    | 26.      |
| Litkey Botond Nyári Zsolt | 470-es osztály  | 4     | 26    | (30)  | 16    | 12    | 14    | 10    | 15    | 18    | 22    | (37)  | 137,0    | 21.      |

Női
| Versenyző                    | Versenyszám    | Futam | Futam | Futam | Futam | Futam | Futam | Futam | Futam | Futam | Futam | Futam | Pontszám | Helyezés |
| Versenyző                    | Versenyszám    | 1     | 2     | 3     | 4     | 5     | 6     | 7     | 8     | 9     | 10    | 11    | Pontszám | Helyezés |
| ---------------------------- | -------------- | ----- | ----- | ----- | ----- | ----- | ----- | ----- | ----- | ----- | ----- | ----- | -------- | -------- |
| Bácsics Katalin Németh Enikő | 470-es osztály | 17    | (19)  | (23)  | 10    | 17    | 18    | 10    | 16    | 16    | 10    | 14    | 128,0    | 18.      |

Nyílt
| Versenyző                  | Versenyszám | Futam | Futam | Futam | Futam | Futam | Futam | Futam | Futam | Futam | Futam | Futam | Pontszám | Helyezés |
| Versenyző                  | Versenyszám | 1     | 2     | 3     | 4     | 5     | 6     | 7     | 8     | 9     | 10    | 11    | Pontszám | Helyezés |
| -------------------------- | ----------- | ----- | ----- | ----- | ----- | ----- | ----- | ----- | ----- | ----- | ----- | ----- | -------- | -------- |
| Eszes Tamás                | Laser       | (57*) | 20    | 33    | 43    | 37    | 30    | 27    | 5     | 11    | 28    | (57*) | 234,0    | 31.      |
| Haranghy Csaba Komm András | Csillaghajó | (21)  | 18    | (20)  | 16    | 20    | 17    | 17    | 14    | 10    | 16    |       | 128,0    | 18.      |

| Versenyző                                  | Versenyszám | Futam | Futam | Futam | Futam | Futam | Futam | Futam | Futam | Futam | Futam | Futam | Futam | Negyeddöntő       | Elődöntő          | Döntő             | Helyezés |
| Versenyző                                  | Versenyszám | 1     | 2     | 3     | 4     | 5     | 6     | 7     | 8     | 9     | 10    | Pont  | Hely. | Ellenfél Eredmény | Ellenfél Eredmény | Ellenfél Eredmény | Helyezés |
| ------------------------------------------ | ----------- | ----- | ----- | ----- | ----- | ----- | ----- | ----- | ----- | ----- | ----- | ----- | ----- | ----------------- | ----------------- | ----------------- | -------- |
| Wossala György Kovácsi László Vezér Károly | Soling      | (23)  | 14    | 19    | 12    | (23)  | 10    | 20    | 13    | 18    | 20    | 126   | 20.   | kiesett           | kiesett           | kiesett           | 20.      |

* - kizárták

## Vívás
Férfi
| Versenyző                                | Versenyszám       | Selejtező                                | 32-es főtábla                   | Nyolcaddöntő                 | Negyeddöntő                                                                            | Elődöntő | Bronz- mérkőzés                                                                           | Döntő                                                                                      | Helyezés |
| Versenyző                                | Versenyszám       | Ellenfél Eredmény                        | Ellenfél Eredmény               | Ellenfél Eredmény            | Ellenfél Eredmény                                                                      | Ellenfél Eredmény | Ellenfél Eredmény                                                                         | Ellenfél Eredmény                                                                          | Helyezés |
| ---------------------------------------- | ----------------- | ---------------------------------------- | ------------------------------- | ---------------------------- | -------------------------------------------------------------------------------------- | --- | ----------------------------------------------------------------------------------------- | ------------------------------------------------------------------------------------------ | -------- |
| Érsek Zsolt                              | Tőr, egyéni       | erőnyerő                                 | Marsi Márk (HUN) · 15–10        | Rolando Tucker (CUB) · 4–15  | kiesett                                                                                | kiesett | kiesett                                                                                   | kiesett                                                                                    | 10.      |
| Marsi Márk                               | Tőr, egyéni       | erőnyerő                                 | Érsek Zsolt (HUN) · 10–15       | kiesett                      | kiesett                                                                                | kiesett | kiesett                                                                                   | kiesett                                                                                    | 24.      |
| Kiss Róbert                              | Tőr, egyéni       | Kim Jongguk (Kim Yong-guk) (KOR) · 11–15 | kiesett                         | kiesett                      | kiesett                                                                                | kiesett | kiesett                                                                                   | kiesett                                                                                    | 36.      |
| Imre Géza                                | Párbajtőr, egyéni | Paris Inostroza (CHI) · 15–12            | Vánky Péter (SWE) · 15–14       | Elmar Borrmann (GER) · 15–14 | Sandro Cuomo (ITA) · 15–14                                                             | Iván Trevejo (CUB) · 10–15 | Kovács Iván (HUN) · 15–9                                                                  |                                                                                            |          |
| Kovács Iván                              | Párbajtőr, egyéni | erőnyerő                                 | Mike Marx (USA) · 15–6          | Pavel Kolobkov (RUS) · 15–11 | Marius Strzalka (GER) · 15–13                                                          | Alekszandr Beketov (RUS) · 8–15                                                                                                | Imre Géza (HUN) · 15–9                                                                    |                                                                                            | 4.       |
| Kulcsár Krisztián                        | Párbajtőr, egyéni | erőnyerő                                 | Andrus Kajak (EST) · 14–15      | kiesett                      | kiesett                                                                                | kiesett | kiesett                                                                                   | kiesett                                                                                    | 22.      |
| Navarrete József                         | Kard, egyéni      | erőnyerő                                 | Tony Plourde (CAN) · 15–9       | Norbert Jaskot (POL) · 15–8  | Felix Becker (GER) · 15–7                                                              | Sztanyiszlav Pozdnyakov (RUS) · 7–15                                                                                           | Damien Touya (FRA) · 7–15                                                                 |                                                                                            | 4.       |
| Szabó Bence                              | Kard, egyéni      | erőnyerő                                 | Vilmoş Szabo (ROU) · 8–15       | kiesett                      | kiesett                                                                                | kiesett | kiesett                                                                                   | kiesett                                                                                    | 17.      |
| Köves Csaba                              | Kard, egyéni      | erőnyerő                                 | Steffen Wiesinger (GER) · 10–15 | kiesett                      | kiesett                                                                                | kiesett | kiesett                                                                                   | kiesett                                                                                    | 18.      |
| Marsi Márk Kiss Róbert Érsek Zsolt       | Tőr, csapat       |                                          |                                 |                              | Oroszország (RUS) · Dmitrij Sevcsenko · İlqar Məmmədov · Vlagyiszlav Pavlovics · 43–45 | Az 5–8. helyért · Dél-Korea (KOR) · Csong Szugi (Jeong Su-gi) · Kim Jongguk (Kim Yong-guk) · Kim Jongho (Kim Yeong-ho) · 45–42 | Az 5. helyért · Németország (GER) · Alexander Koch · Uwe Römer · Wolfgang Wienand · 45–44 |                                                                                            | 5.       |
| Imre Géza Kovács Iván Kulcsár Krisztián  | Párbajtőr, csapat |                                          |                                 |                              | Oroszország (RUS) · Alekszandr Beketov · Pavel Kolobkov · Valerij Zaharevics · 39–45   | Az 5–8. helyért · Spanyolország (ESP) · Oscar Fernández · César González · Raúl Maroto · 45–20                                 | Az 5. helyért · Észtország (EST) · Kaido Kaaberma · Andrus Kajak · Meelis Loit · 39–45    |                                                                                            | 6.       |
| Szabó Bence Köves Csaba Navarrete József | Kard, csapat      |                                          |                                 |                              | Románia (ROU) · Florin Lupeică · Mihai Covaliu · Vilmoş Szabo · 45–40                  | Lengyelország (POL) · Janusz Olech · Norbert Jaskot · Rafał Sznajder · 45–33                                                   |                                                                                           | Oroszország (RUS) · Grigorij Kirijenko · Szergej Sarikov · Sztanyiszlav Pozdnyakov · 25–45 |          |

Női
| Versenyző                                   | Versenyszám       | Selejtező         | 32-es főtábla                             | Nyolcaddöntő                       | Negyeddöntő                                                                                 | Elődöntő                                                                                         | Bronz- mérkőzés                                                                     | Döntő             | Helyezés |
| Versenyző                                   | Versenyszám       | Ellenfél Eredmény | Ellenfél Eredmény                         | Ellenfél Eredmény                  | Ellenfél Eredmény                                                                           | Ellenfél Eredmény                                                                                | Ellenfél Eredmény                                                                   | Ellenfél Eredmény | Helyezés |
| ------------------------------------------- | ----------------- | ----------------- | ----------------------------------------- | ---------------------------------- | ------------------------------------------------------------------------------------------- | ------------------------------------------------------------------------------------------------ | ----------------------------------------------------------------------------------- | ----------------- | -------- |
| Mohamed Aida                                | Tőr, egyéni       | erőnyerő          | Anna Rybicka (POL) · 15–8                 | Anja Fichtel-Mauritz (GER) · 15–14 | Laura Cârlescu-Badea (ROU) · 8–15                                                           | kiesett                                                                                          | kiesett                                                                             | kiesett           | 8.       |
| Jánosi Zsuzsa                               | Tőr, egyéni       | erőnyerő          | Barbara Wolnicka-Szewczyk (POL) · 15–11   | Xiao Aihua (CHN) · 7–15            | kiesett                                                                                     | kiesett                                                                                          | kiesett                                                                             | kiesett           | 11.      |
| Lantos Gabriella                            | Tőr, egyéni       | erőnyerő          | Olga Velicsko (RUS) · 14–15               | kiesett                            | kiesett                                                                                     | kiesett                                                                                          | kiesett                                                                             | kiesett           | 17.      |
| Szalay Gyöngyi                              | Párbajtőr, egyéni | erőnyerő          | Julija Garajeva (RUS) · 15–14             | Oksana Yermakova (EST) · 15–6      | Ko Dzsongdzson (Go Jeong-jeon) (KOR) · 15–5                                                 | Laura Flessel-Colovic (FRA) · 10–15                                                              | Margherita Zalaffi (ITA) · 15–13                                                    |                   |          |
| Nagy Tímea                                  | Párbajtőr, egyéni | erőnyerő          | Kim Hidzsong (Kim Hui-jeong) (KOR) · 15–5 | Elisa Uga (ITA) · 15–9             | Valérie Barlois-Mevel-Leroux (FRA) · 9–15                                                   | kiesett                                                                                          | kiesett                                                                             | kiesett           | 5.       |
| Hormay Adrienn                              | Párbajtőr, egyéni | erőnyerő          | I Gumnam (Lee Geum-nam) (KOR) · 15–9      | Katja Nass (GER) · 15–9            | Laura Flessel-Colovic (FRA) · 12–15                                                         | kiesett                                                                                          | kiesett                                                                             | kiesett           | 6.       |
| Mohamed Aida Lantos Gabriella Jánosi Zsuzsa | Tőr, csapat       |                   |                                           |                                    | Franciaország (FRA) · Adeline Wuillème · Clothilde Magnan · Laurence Modaine-Cessac · 45–26 | Olaszország (ITA) · Francesca Bortolozzi-Borella · Giovanna Trillini · Valentina Vezzali · 42–45 | Németország (GER) · Anja Fichtel-Mauritz · Monika Weber-Koszto · Sabine Bau · 42–45 |                   | 4.       |
| Hormay Adrienn Szalay Gyöngyi Nagy Tímea    | Párbajtőr, csapat |                   |                                           |                                    | Egyesült Államok (USA) · Elaine Cheris · Leslie Marx · Nhi Lan Le · 45–25                   | Olaszország (ITA) · Elisa Uga · Laura Chiesa · Margherita Zalaffi · 32–45                        | Oroszország (RUS) · Karina Aznavurjan · Marija Mazina · Julija Garajeva · 44–45     |                   | 4.       |

## Vízilabda
| Magyar férfi vízilabdacsapat-játékoskeret                                                                | Magyar férfi vízilabdacsapat-játékoskeret                                                  |
| --- | ------------------------------------------------------------------------------------------ |
| - Benedek Tibor - Dala Tamás - Fodor Rajmund - Gyöngyösi András - Kásás Tamás - Kósz Zoltán - Kuna Péter | - Monostori Attila - Németh Zsolt - Tóth Frank - Tóth László - Varga Zsolt - Vincze Balázs |

### Eredmények
Csoportkör
A csoport
| Csapat              | M | Gy | D | V | G+ | G– | Gk  | P  |
| ------------------- | - | -- | - | - | -- | -- | --- | -- |
| Magyarország (HUN)  | 5 | 5  | 0 | 0 | 47 | 38 | +9  | 10 |
| Jugoszlávia (SCG)   | 5 | 3  | 1 | 1 | 46 | 44 | +2  | 7  |
| Spanyolország (ESP) | 5 | 3  | 0 | 2 | 39 | 33 | +6  | 6  |
| Oroszország (RUS)   | 5 | 2  | 1 | 2 | 42 | 38 | +4  | 5  |
| Németország (GER)   | 5 | 1  | 0 | 4 | 36 | 45 | –9  | 2  |
| Hollandia (NED)     | 5 | 0  | 0 | 5 | 36 | 48 | –12 | 0  |

| 1996. július 20. 12:40 | Magyarország (HUN)   | 8–7 | Oroszország (RUS) | Játékvezetők: Peter Kerr (AUS), Salvatore Merola (ITA) |
| 1996. július 20. 12:40 | (1–2, 1–3, 4–1, 2–1) |     |                   | Játékvezetők: Peter Kerr (AUS), Salvatore Merola (ITA) |
| 1996. július 20. 12:40 | Benedek, Kásás 2     |     | három játékos 2   | Játékvezetők: Peter Kerr (AUS), Salvatore Merola (ITA) |

| 1996. július 21. 12:40 | Németország (GER)    | 8–9 | Magyarország (HUN) | Játékvezetők: Zeljko Klaric (CRO), Jean Demey (FRA) |
| 1996. július 21. 12:40 | (1–3, 3–3, 3–1, 1–2) |     |                    | Játékvezetők: Zeljko Klaric (CRO), Jean Demey (FRA) |
| 1996. július 21. 12:40 | Erjavec 3            |     | Kásás 3            | Játékvezetők: Zeljko Klaric (CRO), Jean Demey (FRA) |

| 1996. július 22. 16:40 | Magyarország (HUN)   | 10–8 | Hollandia (NED) | Játékvezetők: Daniel Legare (CAN), Vladimir Prikhodko (KAZ) |
| 1996. július 22. 16:40 | (2–2, 3–2, 3–2, 2–2) |      |                 | Játékvezetők: Daniel Legare (CAN), Vladimir Prikhodko (KAZ) |
| 1996. július 22. 16:40 | Benedek, Varga 4     |      | van der Meer 4  | Játékvezetők: Daniel Legare (CAN), Vladimir Prikhodko (KAZ) |

| 1996. július 23. 16:40 | Spanyolország (ESP)  | 7–8 | Magyarország (HUN) | Játékvezetők: Radu Timoc (ROM), Vyacheslav Belevtsov (UKR) |
| 1996. július 23. 16:40 | (2–2, 2–3, 1–1, 2–2) |     |                    | Játékvezetők: Radu Timoc (ROM), Vyacheslav Belevtsov (UKR) |
| 1996. július 23. 16:40 | Estiarte 2           |     | Tóth F. 3          | Játékvezetők: Radu Timoc (ROM), Vyacheslav Belevtsov (UKR) |

| 1996. július 24. 11:00 | Magyarország (HUN)   | 12–8 | Jugoszlávia (SCG) | Játékvezetők: Francois Simons (BEL), Salvatore Merola (ITA) |
| 1996. július 24. 11:00 | (4–2, 3–1, 4–3, 1–2) |      |                   | Játékvezetők: Francois Simons (BEL), Salvatore Merola (ITA) |
| 1996. július 24. 11:00 | Benedek, Varga 3     |      | három játékos 2   | Játékvezetők: Francois Simons (BEL), Salvatore Merola (ITA) |

Negyeddöntő
| 1996. július 26. 15:00 | Magyarország (HUN)   | 12–8 | Görögország (GRE) | Játékvezetők: Vladimir Prikhodko (KAZ), yacheslav Belevtsov (UKR) |
| 1996. július 26. 15:00 | (3–2, 4–2, 2–2, 3–2) |      |                   | Játékvezetők: Vladimir Prikhodko (KAZ), yacheslav Belevtsov (UKR) |
| 1996. július 26. 15:00 | négy játékos 2       |      | Mavrotász 3       | Játékvezetők: Vladimir Prikhodko (KAZ), yacheslav Belevtsov (UKR) |

Elődöntő
| 1996. július 27. 19:00 | Magyarország (HUN)   | 6–7 | Spanyolország (ESP) | Játékvezetők: Wilhelm Keman (NED), Rolf Ludecke (GER) |
| 1996. július 27. 19:00 | (2–2, 2–1, 1–1, 1–3) |     |                     | Játékvezetők: Wilhelm Keman (NED), Rolf Ludecke (GER) |
| 1996. július 27. 19:00 | Benedek 2            |     | Gómez 4             | Játékvezetők: Wilhelm Keman (NED), Rolf Ludecke (GER) |

Bronzmérkőzés
| 1996. július 28. 15:00 | Magyarország (HUN)             | 18–20 (h. u.) | Olaszország (ITA)  | Játékvezetők: Miroslav Radenovic (YUG), Zeljko Klaric (CRO) |
| 1996. július 28. 15:00 | (4–3, 4–4, 3–2, 5–7, 0–3, 2–1) |               |                    | Játékvezetők: Miroslav Radenovic (YUG), Zeljko Klaric (CRO) |
| 1996. július 28. 15:00 | Benedek 4                      |               | Angelini, Silipo 4 | Játékvezetők: Miroslav Radenovic (YUG), Zeljko Klaric (CRO) |

| Csapat             | Helyezés |
| ------------------ | -------- |
| Magyarország (HUN) | 4.       |